# روبرت فريدريك بلوم
روبرت فريدريك بلوم (بالإنجليزية: Robert Frederick Blum)‏ هو رسام وفنان أمريكي، ولد في 9 يوليو 1857 في سينسيناتي في الولايات المتحدة، وتوفي في 8 يونيو 1903 في مانهاتن في الولايات المتحدة بسبب ذات الرئة.

## معرض صور

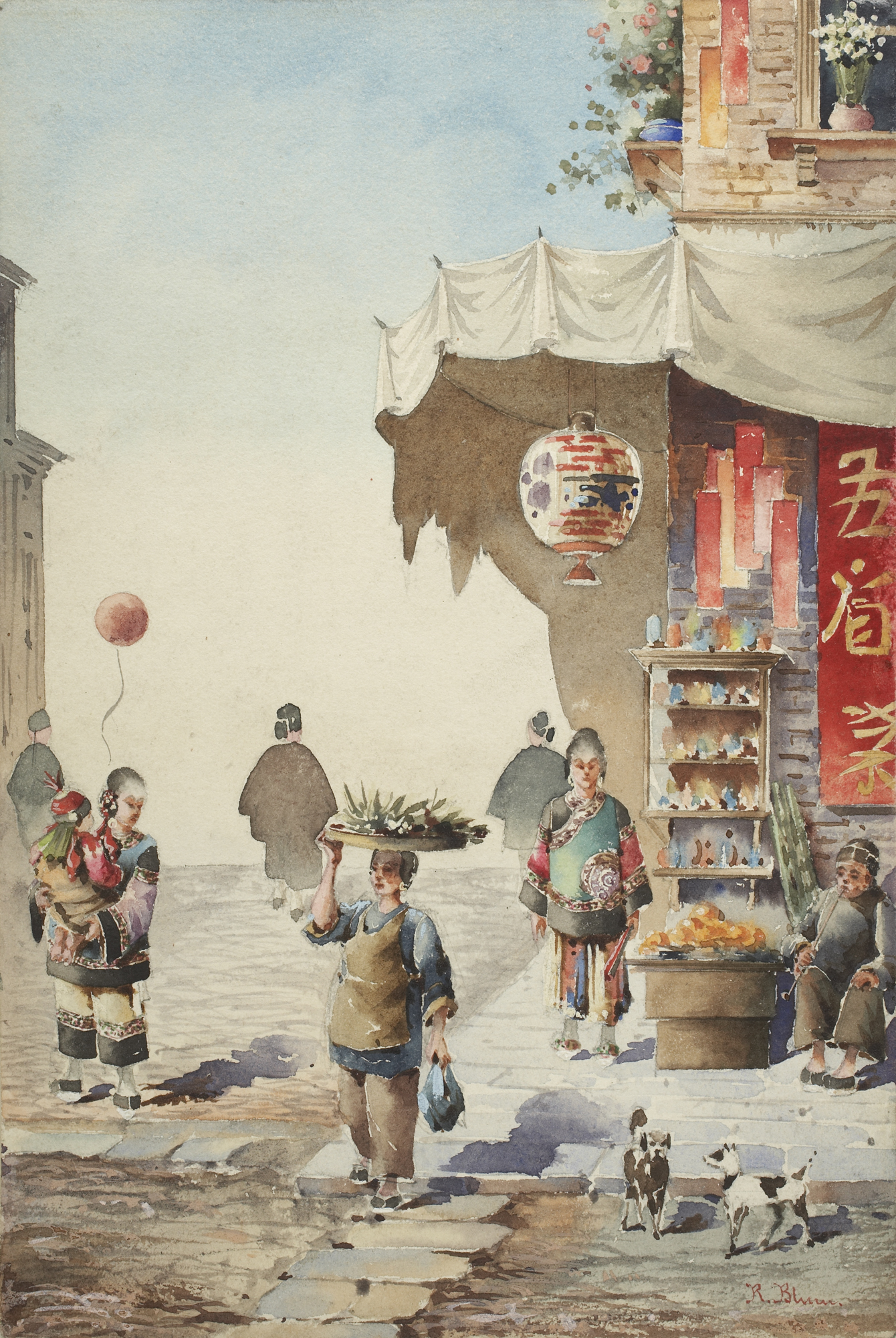
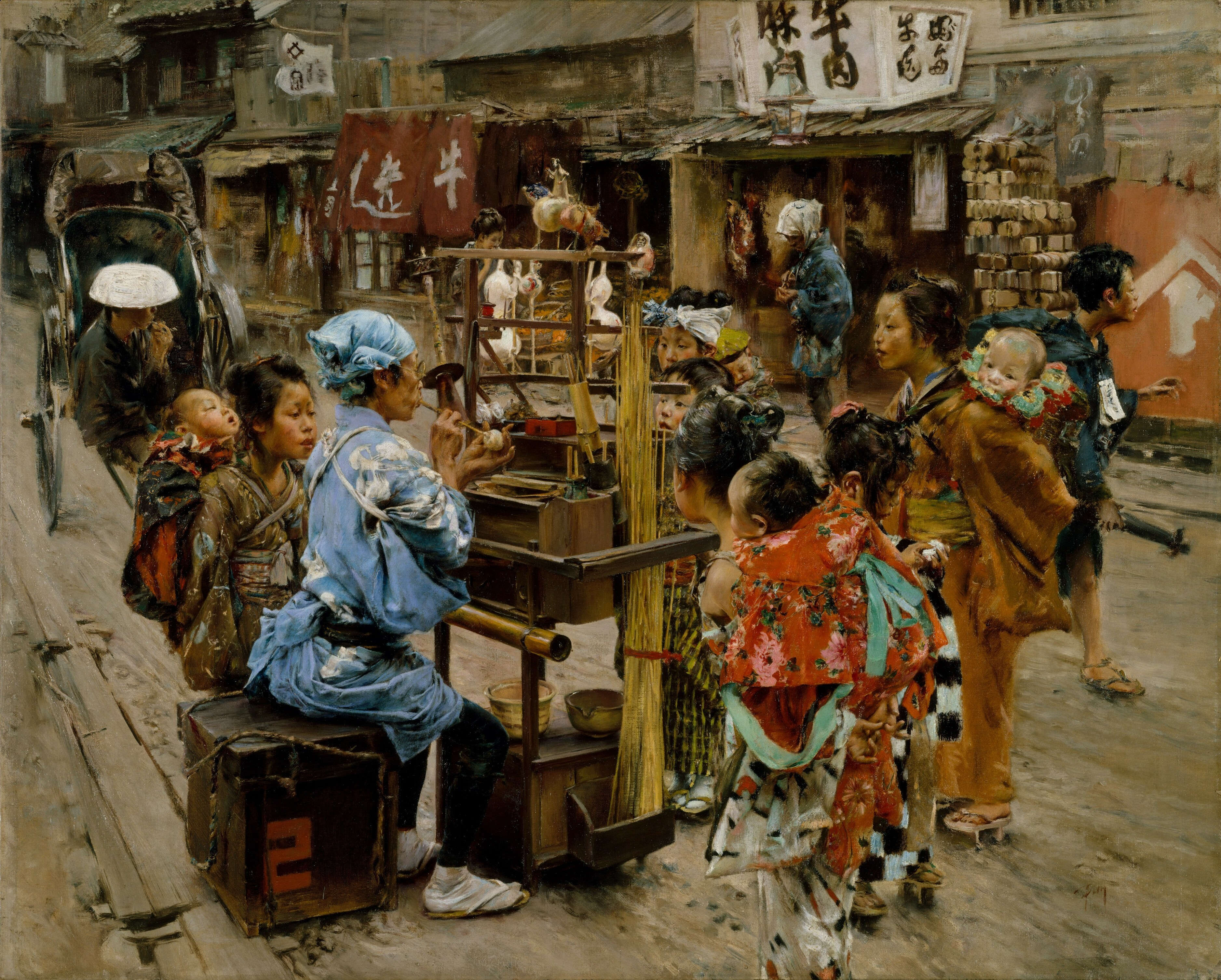
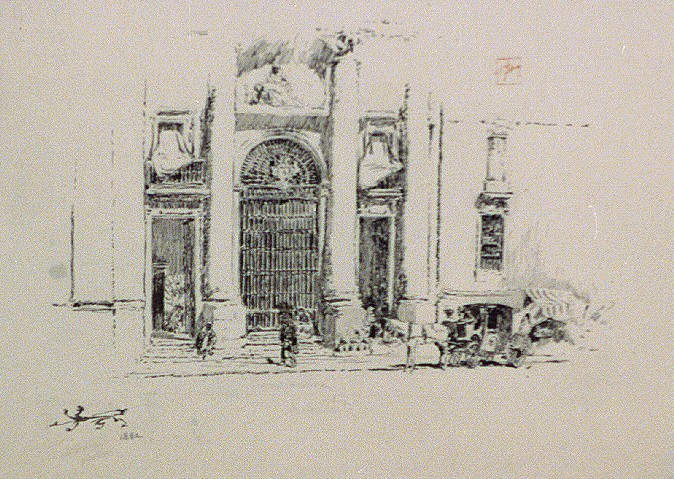
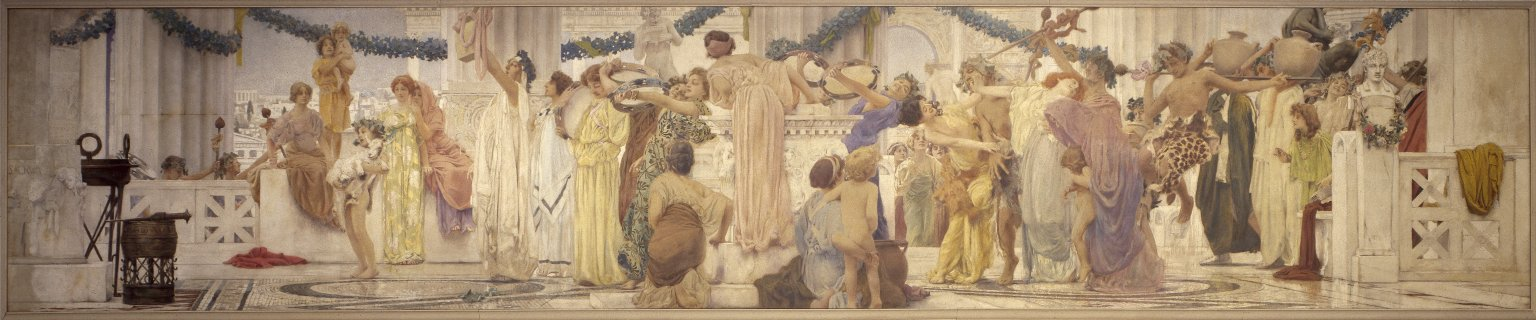
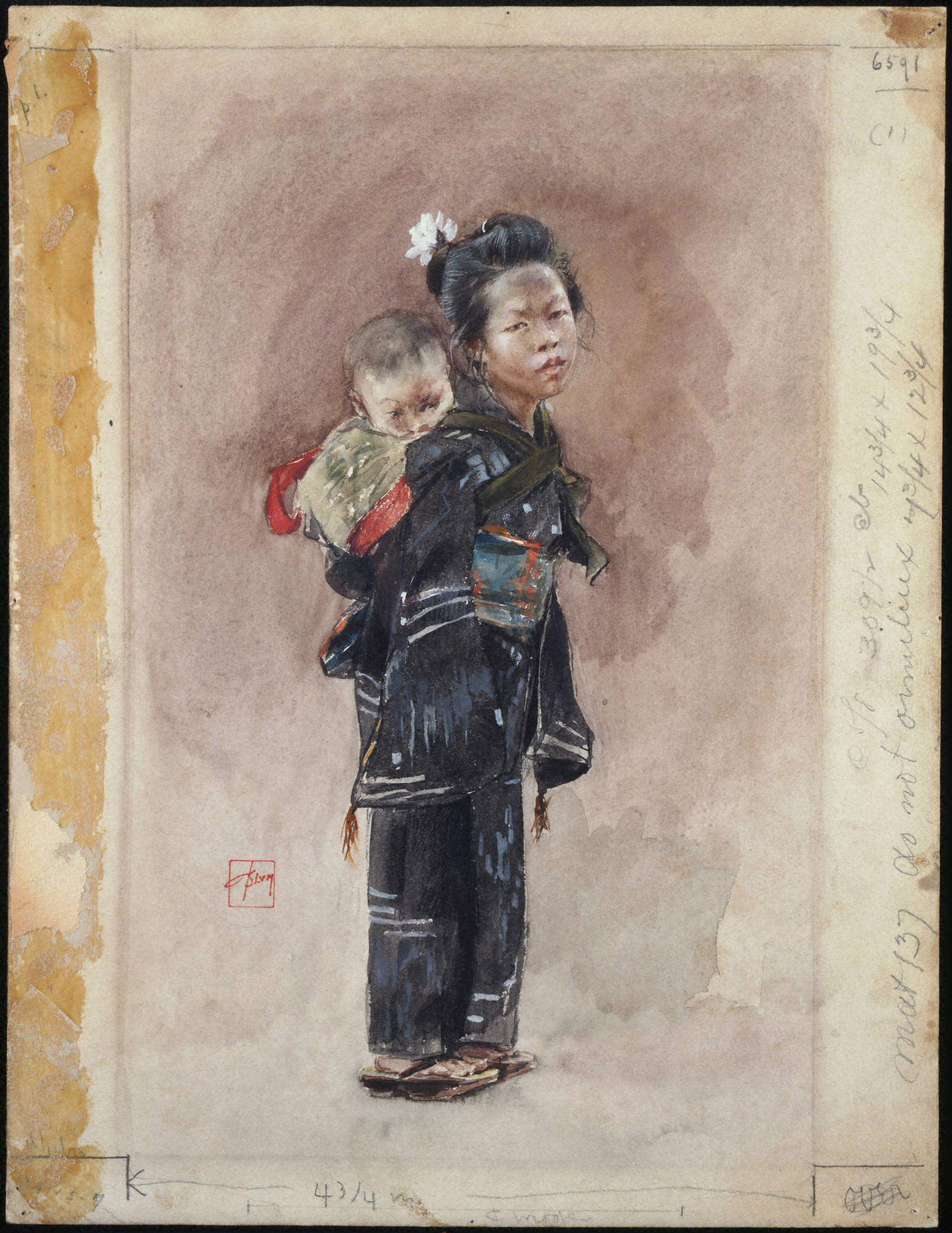
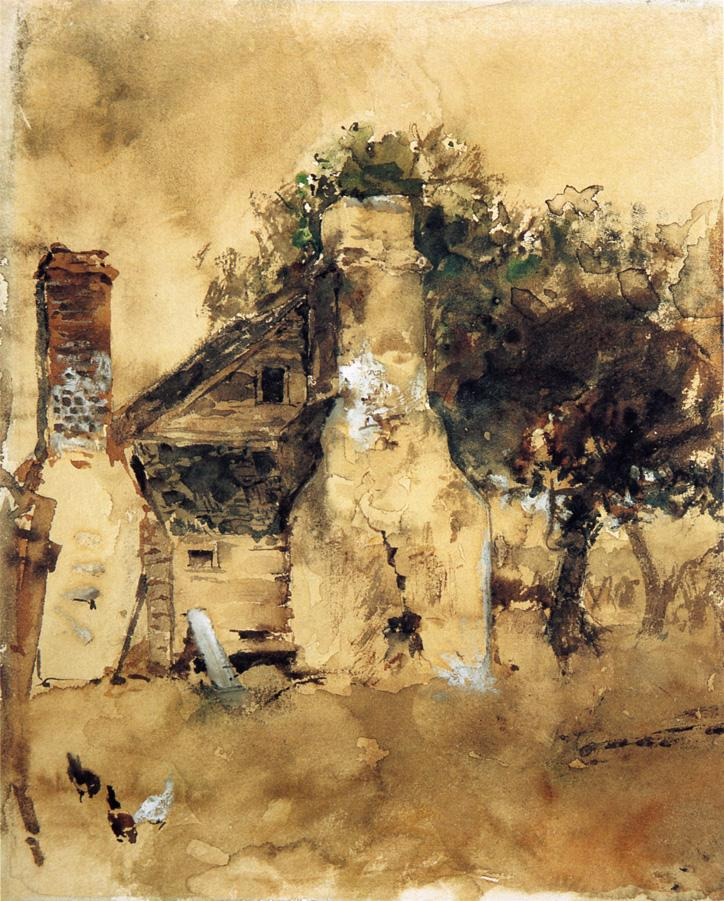